# Yalata
Koordinaten: 31° 29′ S, 131° 51′ O

Die Yalata Community ist ein lokales Verwaltungsgebiet (LGA) im australischen Bundesstaat South Australia und trägt den Sonderstatus eines Aboriginal Council. Gemäß der offiziellen Volkszählung von 2011 hatte Yalata genau 200 feste Einwohner (2016), da die Aborigines aber häufig ihren Wohnort wechseln, leben dort zeitweise auch deutlich mehr Personen.

## Geschichte
In den 1930er Jahren wurde in Ooldea von der United Aborigines Mission (UAM) eine Missionsstation gegründet, die wegen der ungünstigen Lage und Problemen innerhalb der UAM im Juni 1952 geschlossen wurde. Zuvor hatte die Staatsregierung bereits weiter südlich, 30 km von der Küste entfernt am Rand der Nullarbor-Ebene ein Gebiet für die Umsiedlung erworben. 1952 wurde dort von der UAM eine neue Mission aufgebaut, die im Juli 1954 von der lutherischen Kirche übernommen und als Yalata Lutheran Mission bekannt wurde.
Als Anfang der 1950er Jahre im Nordwesten von South Australia bei Emu und Maralinga auf dem Gebiet der Aborigines vom britischen Militär Atomwaffentests durchgeführt werden sollten, wurden viele Ureinwohner auch nach Yalata zwangsumgesiedelt. Einige Hundert Angehörige der südlichen Pitjantjatjara lebten dort außerhalb ihrer ursprünglichen Stammesgebiete.
Als in den 1970er Jahren die Bewegung zur Selbstverwaltung der Aborigines-Gemeinden einsetzte, wurde 1975 die Yalata Community Incorporated gegründet, ein Council mit sieben Ratsmitgliedern, die sich um öffentliche Aufgaben wie Versorgung, Land- und Gebäudeverwaltung, Kultur und soziale Einrichtungen kümmerten. Damit wurde auch die Mission aufgelöst, auch wenn die Lutheraner weiterhin in Yalata tätig blieben. Aus dem 1966 gegründeten Aboriginal Lands Trust wurde der Community ein 4516 km² großes Stück Land für eine symbolische Pacht zur Verfügung gestellt. Es reicht vom Nordende der Großen Australischen Bucht (Head of Bight) westlich von Yalata bis in den Norden von Coorabie im Südosten der Siedlung.
Anfang der 1980er Jahre wurden die ursprünglichen Herkunftsgebiete der Pitjantjatjara weiter nördlich wieder freigegeben und als sie mit dem Maralinga Tjarutja Land Rights Act 1984 an die Aborigines zurückgegeben wurden, verließen etwa 200 der Ureinwohner Yalata und gingen dorthin zurück.

## Verwaltung
1994 wurde Yalata schließlich gemäß dem South Australian Local Government Grants Act zu einer von fünf Local Government Areas mit Sonderstatus und war somit auch in das Finanzierungssystem der lokalen Selbstverwaltung des Staates eingebunden. Allerdings wurde diese Selbstverwaltung von den Communitys nach eigenen Regeln mit Rücksicht auf Traditionen und wenig effektiv organisiert. 2001 begann deshalb in Nepabunna eine organisatorische Reform, der 2004 nach Problemen vor Ort auch eine Überprüfung der Situation in Yalata folgte. Neben einer geregelten und überprüfbaren Geschäftsführung des Councils wurde auch eine Änderung der Ratszusammensetzung herbeigeführt. Die sieben großen in Yalata ansässigen Familien der Aborigines wählen je zwei Vertreter in den 14-köpfigen Rat.

## Infrastruktur
Yalata verfügt über eine Wasserversorgung, die aus einem Bohrloch und einer Entsalzungsanlage besteht. Im Ort gibt es eine lutherische Kirche (Good Shepherd Lutheran Church), eine Gesundheitsstation, eine staatliche Schule für Kinder bis 16 Jahre sowie eine Werkstatt und einen Einkaufsladen.

## Indigenous Protected Area
Am 1. Oktober 1994 wurde das Yalata-Land in eine Indigenous Protected Area (IPA) umgewandelt, ein Schutzgebiet unter Verwaltung der Ureinwohner, das nicht nur der Erhaltung der Natur, sondern auch der kulturellen Stätten der Aborigines dient. Nach Nantawarrina war es die zweite IPA in Südaustralien und die vierte in ganz Australien. Neben zahlreichen Maßnahmen zur Wiederherstellung und Erhaltung der Natur sorgt die Community in ihrem Gebiet vor allem für die Regulierung des Tourismus. Von Mai bis Oktober kommen Wale in die Große Australische Bucht, um sich zu paaren und ihren Nachwuchs zur Welt zu bringen. Die Head of Bight ist ein ideales Gebiet zur Walbeobachtung. Es gibt mehrere Campingplätze entlang der Küste mit Angelgelegenheiten. In den Kalksteinplateaus unterhalb der Nullarbor-Ebene befinden sich ausgedehnte, zum Teil unter Wasser gelegene Höhlen. Zwischen den Küstenklippen im Süden und den Illcumba-Sanddünen im Nordwesten besteht die Yalata-IPA vor allem aus ausgedehnten Eukalyptus-Flächen. Der Besuch des Gebiets bedarf einer kostenpflichtigen Genehmigung (Permit) durch die IPA-Verwaltung.

## Sonstiges
Nach der Yalata Community ist der Einschlagkrater „Yatala“ auf dem Mars benannt.